# كريس وارد (متركمج)
كريس وارد (بالإنجليزية: Chris Ward)‏ هو متركمج أمريكي، ولد في 11 ديسمبر 1978 في غالفستون في الولايات المتحدة.